# Хрущев, Михаил Михайлович
Михаил Михайлович Хрущов (1865—1922) — российский изобретатель, инженер, предприниматель, пионер-автолюбитель и энтузиаст автомобилестроения. Создал в Орле автомобиль «Хрущов» или «Орел» (другое название).

## Биография
Отец Михаила Михайловича, также Михаил Михайлович Хрущов родился в 1835 г. Был дворянином, помещиком Мценского уезда, служил в лейб-гвардии гусарском полку. После судебной реформы 1863 г. служил мировым судьей в Орловской губернии. Знакомый и дальний родственник А.А. Фета (Шеншина). Мать - Елизавета Григорьевна Мацнева (1845-ок.1910).
Окончил Императорский московский университет по математическому отделению, затем Петербургский институт инженеров путей сообщения, затем Императорское московское техническое училище.
В 1891-1901 гг. служил в Саратовских железнодорожных мастерских и на казенном заводе в Колпино. В 1901 г. продал свое имение «Долгое» под Орлом и приобрел небольшое чугунолитейное предприятие в Орле. Позднее расширил производство и начал производить машины и станки, что было очень востребовано в то время.
Михаил Михайлович Хрущов внимательно следил за достижениями европейской науки и промышленности, особенно в области двигателей внутреннего сгорания и автомобилей. Организовал новое в России производство льномялок. За несколько лет до Первой мировой войны на заводе было запущено производство нефтяных двигателей для сельского хозяйства, самоходных саней и локомобилей. В 1908-1909 начал работы по созданию автомобилей. Планировалось от тестирования важных частей машины на иностранных образцах перейти к сборке полностью русского автомобиля под рабочим названием «Орёл». Частично этого удалось достичь, однако начать серийное производство не вышло - не хватило средств.
Лишь один автомобиль «Хрущов» (или «Орёл») оказался полностью собранным и рабочим. Позднее он был отправлен покупателю в станицу Урюпинскую, а затем реквизирован на нужды армии и использовался в годы Первой мировой войны под названием «Орёл». В 1911 г. на предприятии в Орле трудились 30 человек. Они выпускали сельскохозяйственные машины и — по французской лицензии — двухтактные двигатели.
В период Первой мировой войны завод инженера Хрущова переключился на выпуск боеприпасов для русской армии по заказам Главного артиллеристского управления. М. М. Хрущов при содействии Земского союза развернул работы по производству снарядов «французского образца» вначале на своем заводе, на затем на заводе Кале и других заводах Орла и Орловской губернии.
На заводе в Орле активно работал сын инженера, М.М. Хрущов (1890-1972), один из основоположников отечественной трибологии. Там же получил свой первый опыт практической и научной работы будущий академик Е. А. Чудаков, специалист в области машиноведения и автомобильной техники. Из завода Хрущова вырос современный Орелтекмаш.

## Семья
Жена — Зоя Митрофановна Хрущова (ур. Ремезова).
Сын — Михаил Михайлович Хрущов (1890—1972) — д. т. н., профессор, заслуженный деятель науки и техники РСФСР, лауреат Государственной премии СССР, профессор. Один из основателей Института машиноведения РАН, широко известный ученый в области трибологии, материаловедения и технологий машиностроительных материалов.

## Оценка вклада М.М. Хрущова в отечественное автомобилестроение
Обозреватель журнала «За рулём»  С.В. Канунников высказал скептическую оценку вклада М.М. Хрущова в отечественное автомобилестроение, указав на недостаток достоверной информации о его деятельности и не всегда очевидное соотношение планов и рекламы и реальных достижений.